# Liste der State-, U.S.- und Interstate-Highways in Alaska
Alaska Routes, State Highways in Alaska, tragen Nummern und Namen. Die Nummernvergabe von 1 bis 11 und 98 fand nach keinem festgelegten Schema statt. Der 1978 gebaute Klondike Highway wurde erst 1998 zum 100. Jahrestag des Goldrauschs am Klondike River mit einer Nummer versehen. Mehrere Highways, die länger sind als der Klondike Highway, sind ohne Benummerung geblieben.
Die Highways 7 und 10 bestehen aus unzusammenhängenden Teilstücken. Die Nummern können sich auf mehrere unterschiedlich benannte Highways beziehen. Die Alaska Route 1 besteht beispielsweise aus Glenn Highway, Seward Highway, Sterling Highway und Tok Cut-Off. Auch haben einzelne Highways mehrere Benummerungen. So ist der Seward Highway Teil der Alaska Routes 1 und 9 sowie der Interstate A3.

## Alaska Routes und ihr Verlauf
|  | Alaska Route 1:  | Homer auf der Kenai Halbinsel – (Sterling Highway / Seward Highway) – Anchorage – (Glenn Highway) – Glennallen – (Tok Cut-Off) – Tok.                                       |
|  | Alaska Route 2:  | Grenze Yukon – (Alaska Highway) – (Richardson Highway) – Fairbanks – (Elliott Highway) – Manley Hot Springs am Tanana River.                                                |
|  | Alaska Route 3:  | Nordöstlich von Anchorage am Glenn Highway – (George Parks Highway) – Fairbanks 576 km.                                                                                     |
|  | Alaska Route 4:  | Valdez – Richardson Highway – Big Delta am Alaska Highway |
|  | Alaska Route 5:  | Tetlin am Alaska Highway – (Taylor Highway) – Eagle, 260 km. |
|  | Alaska Route 6:  | Fairbanks – (Steese Highway) – Circle am Yukon, 260 km, davon 189 km nicht befestigt, erbaut 1927                                                                           |
|  | Alaska Route 7:  | Grenze Yukon – (Haines Highway, Juneau Veterans Memorial Highway, Tongass Highway) – Haines, 42 km (unzusammenhängend mit Teilstücken in Juneau, Petersburg und Ketchikan). |
|  | Alaska Route 8:  | Denali Highway |
|  | Alaska Route 9:  | Moose Pass am Sterling Highway – (Seward Highway) – Seward an der Südküste.                                                                                                 |
|  | Alaska Route 10: | Zwei nicht miteinander verbundene Teilstrecken: Edgerton Highway und Copper River Highway.                                                                                  |
|  | Alaska Route 11: | Nördlich von Fairbanks – (Dalton Highway) – Prudhoe Bay, 666 km, erbaut 1974.                                                                                               |
|  | Alaska Route 98: | Skagway – (Klondike Highway) – Grenze – Dawson im Yukon-Gebiet, Kanada, 24 km auf Alaska-Territorium.                                                                       |

## Interstate Highways und ihr Verlauf

Interstate Highways in Alaska

In Alaska befinden sich vier Interstate Highways, das US-amerikanische Gegenstück zu den europäischen Autobahnen, obwohl nur über den Alaska Marine Highway oder über kanadische Highways eine Verbindung zu den anderen US-Bundesstaaten besteht. Die Straßen tragen die Bezeichnungen A1 bis A4 und werden ähnlich finanziert wie die Interstate Highways in den „lower 48“. Sie sind allerdings nicht als solche ausgezeichnet und existieren nur auf organisatorischer Ebene. Die Bundesregierung wies diesen Strecken ihren Status zu, um eine rechtliche Grundlage für deren Finanzierung zu haben.
Die Interstate Highways in Alaska bestehen aus Teilstücken der Alaska Routes und erfüllen nur in seltenen Fällen die sonst üblichen Anforderungen. Der Großteil besteht aus zweispurigen, ländlichen Fernstraßen ohne speziell angelegte Autobahnauffahrten.
|  | Interstate A1: | Glenn Highway – Richardson Highway zwischen Glenn Highway und Tok Cut-Off – Tok Cut-Off – Alaska Highway zwischen Tok und der kanadischen Grenze, 657 km. |
|  | Interstate A2: | Alaska Highway zwischen Tok und Delta Junction – Richardson Highway zwischen Delta Junction und Fairbanks, 325 km.                                        |
|  | Interstate A3: | Seward Highway zwischen Anchorage und Tern Lake – Sterling Highway zwischen Tern Lake und Soldotna, 238 km.                                               |
|  | Interstate A4: | George Parks Highway von Palmer nach Fairbanks, 521 km.                                                                                                   |